# Automolis sheljuzkoi
Automolis sheljuzkoi là một loài bướm đêm thuộc phân họ Arctiinae, họ Erebidae.